# Orthosternarchus tamandua
Orthosternarchus tamandua és una espècie de peix pertanyent a la família dels apteronòtids i l'única del gènere Orthosternarchus.

## Descripció
- Pot arribar a fer 44 cm de llargària màxima i 125 g de pes.
- Cos allargat, comprimit lateralment, gairebé sense pigments (tot i que sembla de color rosa brillant a causa de la sang subcutània) i quasi completament recobert d'escates feblement unides.
- Té al voltant de 12 fileres d'escates sobre la línia lateral i 40-42 més avall. Les primeres 5-10 escates al llarg de la línia lateral s'han transformat en tubs allargats.
- Boca relativament petita.
- Musell allargat i tubular, el qual mesura quatre vegades més de llarg que d'ample.
- Ulls molt petits, pràcticament no funcionals i asimètrics.
- Aleta anal allargada, caudal petita i pectorals reduïdes. Absència de les aletes dorsals i pelvianes.
- L'aleta caudal presenta una gran variació a causa del procés de regeneració després de la seua pèrdua i, en alguns casos, arriba a fusionar-se amb l'aleta anal.
- 9 radis a l'aleta caudal, 14-15 a les pectorals i 207-256 a l'anal.
- L'apèndix electroreceptor té forma de fuet i és inusualment llarg i gruixut, per la qual cosa va ésser originalment descrit com una "aleta adiposa força desenvolupada" per Boulenger.
- És capaç de generar un camp elèctric amb una freqüència de 452-605 Hz, el qual serveix per a tasques d'electrolocalització i comunicació.[3][4][5][6][7]

## Hàbitat
És un peix d'aigua dolça, bentopelàgic i de clima tropical.

## Distribució geogràfica
Es troba a Sud-amèrica: la conca del riu Amazones al Brasil.

## Observacions
És inofensiu per als humans.